# Ла-Пас (округ)
Ла-Пас (англ. La Paz County) — округ в штате Аризона, США.

## Описание
Округ, самый молодой в штате, расположен в западной части Аризоны, с севера, востока и юга граничит с другими округами штата, с запада — с Калифорнией. Назван в честь одноимённого поселения (ныне заброшено), дословно с испанского La Paz переводится как «мир». Столица и крупнейший город — Паркер. Открытые водные пространства составляют 35 км² (0,3% от общей площади округа в 11 690 км²). На территории округа находится почти два десятка заброшенных поселений, в том числе бывшие когда-то населёнными пункты Ла-Пас и Суонси. В округе проводится регулярная ярмарка и конкурс красоты «Мисс Ла-Пас»; добывают коллекционный минерал вульфенит.

## История
Округ был образован 1 января 1983 года путём отделения северной части округа Юма и является первым и единственным округом штата, появившимся после возникновения Аризоны как штата в 1912 году.

## Транспорт
Через округ проходят следующие крупные автодороги:
- автомагистраль I-10
- федеральная трасса U.S. Route 60
- федеральная трасса U.S. Route 95
- трасса Arizona State Route 72
- трасса Arizona State Route 95

Неподалёку от столицы округа расположен аэропорт Avi Suquilla Airport.

## Демография
- 1990 год — 13 844 жителя
- 2000 — 19 715 (+42,4 %)
- 2004 — 19 898 (+0,9 %)[6]
- 2010 — 20 489 (+3,0 %)
- 2011 — 20 419 (оценка)[7]
- 2017 — 20 601 (оценка)

Расовый состав:
- Белые — 69,8 %
- Афроамериканцы — 0,6 %
- Азиаты — 0,5 %
- Коренные американцы — 12,8 %
- Гавайцы или уроженцы Океании — 0,0 %
- Две и более расы — 3,7 %
- Прочие — 12,6 %
- Латиноамериканцы (любой расы) — 23,5 %

## Достопримечательности
- Индейская резервация Колорадо-Ривер (англ. Colorado River Indian Reservation) (частично)
- Монумент Хай Джолли (англ. Hi Jolly) — одному из немногих погонщиков верблюдов, нанятых Армией США для использования их на Юго-Западе страны.
- Солнечная электростанция с тысячами зеркал и 280-метровой башней[8]

Заказники
- Bill Williams River National Wildlife Refuge (частично)
- Cibola National Wildlife Refuge (частично)
- Imperial National Wildlife Refuge (частично)
- Kofa National Wildlife Refuge (частично)
- Eagletail Mountains Wilderness (частично)

В округе произрастает редкий вид пальм Вашингтония нитеносная (Washingtonia filifera).